# 連続ギニヨール
連続ギニヨール（れんぞくギニヨール）は、1955年10月6日から1964年4月3日までNHKテレビ→NHK総合テレビで放送された人形劇の番組枠である。

## 概要
劇団やまいもによる指人形劇である。結城座による糸操り人形劇の『マリオネット』、劇団かかし座による影絵劇の『シルエット』に続く、NHK専属劇団の人形劇番組枠第3弾であった。
「劇団やまいも」はNHK専属劇団の契約終了後、「劇団ちろりん」に改名した。

## 作品一覧
| 作品名                 | 放送期間                        |
| ---------------------- | ------------------------------- |
| アシンと十三人の盗賊   | 1955年10月06日 - 1955年12月29日 |
| ガンツ君               | 1956年01月07日 - 1956年04月07日 |
| チロリン村とくるみの木 | 1956年04月14日 - 1956年09月28日 |
| 続・ガンツ君           | 1956年10月04日 - 1956年10月25日 |
| チロリン村とくるみの木 | 1956年11月09日 - 1964年04月03日 |

## アシンと十三人の盗賊
- 放送期間：1955年10月6日 - 1955年12月29日 全11回
- 放送時間：NHKテレビ 木曜18:00-18:30

声の出演
- アシン：里見京子
- オヒダ：横山道代
- 盗賊：川久保潔
- 家来：黒江攸久
- 鼻高（盗賊の手下）：大竹宏
- 母：中村恵子
- 僧：太宰久雄

スタッフ
- 作：椎名龍治

## ガンツ君
| 作品名       | 放送期間                        | 放送時間        | 回 |
| ------------ | ------------------------------- | --------------- | -- |
| ガンツ君     | 1956年01月07日 - 1956年04月07日 | 土曜18:00-18:30 | 13 |
| 続・ガンツ君 | 1956年10月04日 - 1956年10月25日 | 木曜18:00-18:30 | 04 |

声の出演
- ガンツ：横山道代
- フライ：里見京子
- フィデール：黒柳徹子
- グリュック：川久保潔
- クラフト：西村晃
- シュプラッハ：吉田雅子
- シェルム旦那：大竹宏

スタッフ
- 作：椎名龍治
- 音楽：長沢勝俊